# Serie A de Ecuador 2022
El Campeonato Ecuatoriano de Fútbol 2022, llamado oficialmente «LigaPro Betcris 2022» por motivos de patrocinio, fue la sexagésima cuarta (64.ª) edición de la Serie A del fútbol profesional ecuatoriano y la cuarta (4.ª) bajo la denominación de LigaPro. El torneo fue organizado por la Liga Profesional de Fútbol del Ecuador y consistió en un sistema de tres etapas. La primera y segunda etapa se desarrollaron con un sistema de todos contra todos, mientras que la tercera etapa consistió en una final ida y vuelta con los ganadores de cada etapa. Se otorgaron tres cupos para la Copa Libertadores 2023: campeón, subcampeón y primer mejor puntaje de la tabla general. Y cuatro para la Copa Sudamericana 2023, que fueron del segundo al quinto mejor puntaje de la tabla general.
Los clubes Cumbayá Fútbol Club, de la provincia de Pichincha, y Gualaceo Sporting Club, de la provincia de Azuay, fueron los planteles debutantes en la temporada. Además, el debut de ambos aumentó a sesenta la cifra total de equipos que alguna vez han jugado en primera división.
El campeón fue Aucas que consiguió su primer título en su historia en la Serie A del fútbol ecuatoriano.

## Sistema de juego
El sistema de juego del Campeonato Nacional 2022 fue ratificado por parte de la LigaPro. Está compuesto de 3 etapas, se juega la misma modalidad con respecto a la temporada pasada.
El Campeonato Nacional de Fútbol Serie A 2022, según lo establecido, fue jugado por 16 equipos que se disputaron el título en tres etapas. En total se jugaron 30 fechas que iniciaron en febrero además de la final en caso de ser necesario.
La primera etapa o fase uno del campeonato consistió de 15 jornadas. La modalidad fue de todos contra todos; el equipo que terminó en el primer lugar clasificó a la final de campeonato y a la Copa Libertadores.
La segunda etapa o fase dos del campeonato consistió de 15 jornadas. La modalidad fue de todos contra todos; el equipo que terminó en el primer lugar clasificó a la final de campeonato y a la Copa Libertadores.
Los ganadores de las dos etapas jugaron una final ida y vuelta que sirvió para proclamar el «campeón nacional». Si un equipo ganaba las dos etapas se proclamaba campeón de manera directa.
Así mismo para la clasificación para los torneos internacionales se tomó en cuenta una tabla acumulada después de las 30 fechas y los cupos se repartieron de la siguiente manera: para la Copa Libertadores 2023 clasificaron el campeón como Ecuador 1, el subcampeón como Ecuador 2, el primer mejor ubicado de la tabla acumulada como Ecuador 3 y el último cupo a la Copa Libertadores (Ecuador 4) fue para el campeón, subcampeón o mejor ubicado de la Copa Ecuador 2022. Para la Copa Sudamericana 2023 clasificaron: el segundo mejor ubicado de la tabla acumulada como Ecuador 1, el tercer mejor ubicado de la tabla acumulada como Ecuador 2, el cuarto mejor ubicado de la tabla acumulada como Ecuador 3 y el quinto mejor ubicado de la tabla acumulada como Ecuador 4. Además el campeón disputó la Supercopa de Ecuador 2023.
La pérdida de categoría fue para los equipos que ocuparon los dos últimos puestos en la tabla acumulada (30 jornadas) y jugaron en la Serie B en el 2023.

### Criterios de desempate
El orden de clasificación de los equipos al finalizar cada fase, se determinó en una tabla de cómputo general, de la siguiente manera:
- 1) Mayor cantidad de puntos.
- 2) Mayor diferencia de goles; en caso de igualdad;
- 3) Mayor cantidad de goles a favor; en caso de igualdad;
- 4) Mejor performance en los partidos que se enfrentaron entre sí en cada etapa; en caso de igualdad;
- 5) Sorteo público.

## Relevo anual de clubes
| Pos | Ascendidos de la Serie B |
| --- | ------------------------ |
| 1.º | Cumbayá                  |
| 2.º | Gualaceo                 |

| Pos  | Descendidos de la Serie A |
| ---- | ------------------------- |
| 15.º | Manta                     |
| 16.º | Olmedo                    |

## Equipos participantes
| Nombre del club                       | Ciudad    | Entrenador             | Estadio                                    | Capacidad | Marca           | Patrocinador                                         |
| ------------------------------------- | --------- | ---------------------- | ------------------------------------------ | --------- | --------------- | ---------------------------------------------------- |
| 9 de Octubre Fútbol Club              | Guayaquil | David Dóniga           | Los Chirijos                               | 15 000    | Jasa Evolution  | Ver lista Bridgestone Okibet                         |
| Sociedad Deportiva Aucas              | Quito     | César Farías           | Cooprogreso Gonzalo Pozo Ripalda           | 18 799    | Umbro           | BET593                                               |
| Barcelona Sporting Club               | Guayaquil | Fabián Bustos          | Monumental Banco Pichincha                 | 57 267    | Marathon Sports | Cerveza Pilsener                                     |
| Cumbayá Fútbol Club                   | Quito     | Patricio Hurtado       | Olímpico Atahualpa                         | 38 258    | Lotto           | Geinco Cia. Ltda.                                    |
| Delfín Sporting Club                  | Manta     | Guillermo Duró         | Jocay                                      | 22 000    | Baldo's         | La Esquina de Ales                                   |
| Club Deportivo Cuenca                 | Cuenca    | Gabriel Schürrer       | Alejandro Serrano Aguilar Banco del Austro | 18 549    | Lotto           | Ver lista BET593 Banco del Austro Chubb Seguros      |
| Club Sport Emelec                     | Guayaquil | Ismael Rescalvo        | George Capwell                             | 39 000    | Adidas          | BET593                                               |
| Gualaceo Sporting Club                | Gualaceo  | Leonardo Vanegas       | Jorge Andrade Cantos                       | 14 000    | Boman           | Ver lista Banco del Austro Municipalidad de Gualaceo |
| Guayaquil City Fútbol Club            | Guayaquil | Pool Gavilánez         | Christian Benítez Betancourt               | 10 152    | Astro           | Betcris                                              |
| Club Independiente del Valle          | Sangolquí | Martín Anselmi         | Banco Guayaquil                            | 12 000    | Marathon Sports | Ver lista Chery Banco Guayaquil                      |
| Liga Deportiva Universitaria de Quito | Quito     | Luis Zubeldía          | Rodrigo Paz Delgado                        | 41 575    | Puma            | Banco Pichincha                                      |
| Club Deportivo Macará                 | Ambato    | Marcelo Fleitas        | Bellavista Universidad Indoamérica         | 16 467    | Boman           | Ver lista BET593 Universidad Indoamérica             |
| Mushuc Runa Sporting Club             | Ambato    | Geovanny Cumbicus      | Mushuc Runa COAC                           | 8200      | Boman           | Mushuc Runa COAC                                     |
| Orense Sporting Club                  | Machala   | Juan Carlos León       | 9 de Mayo                                  | 16 456    | Elohim          | Ver lista Banco de Machala IncarPalm                 |
| Club Técnico Universitario            | Ambato    | Juan Pablo Buch (int.) | Bellavista Universidad Indoamérica         | 16 467    | Boman           | San Francisco COAC Ltda.                             |
| Club Deportivo Universidad Católica   | Quito     | Miguel Rondelli        | Olímpico Atahualpa                         | 38 258    | Umbro           | Ver lista Banco Pichincha Fundación Crisfe           |

## Equipos por ubicación geográfica
| Provincia  | N.° | Equipos                                                                            |
| ---------- | --- | ---------------------------------------------------------------------------------- |
| Pichincha  | 5   | - Aucas - Cumbayá - Liga de Quito - Universidad Católica - Independiente del Valle |
| Guayas     | 4   | - 9 de Octubre - Barcelona - Emelec - Guayaquil City                               |
| Tungurahua | 3   | - Macará - Mushuc Runa - Técnico Universitario                                     |
| Azuay      | 2   | - Deportivo Cuenca - Gualaceo                                                      |
| El Oro     | 1   | - Orense                                                                           |
| Manabí     | 1   | - Delfín                                                                           |

| Deportivo Cuenca Gualaceo Delfín Independiente del Valle 9 de Octubre Barcelona Emelec Guayaquil City Universidad Católica Aucas Liga de Quito Cumbayá Macará Mushuc Runa Técnico Universitario Orense |

## Cambio de entrenadores

### Primera etapa
| Equipo                  | Pos. | Entrenador saliente | Último partido                               | Fecha | Entrenador sucesor | Fecha debut  | Ref.          |
| ----------------------- | ---- | ------------------- | -------------------------------------------- | ----- | ------------------ | ------------ | ------------- |
| Barcelona               | 2    | Fabián Bustos       | Barcelona 1 : 0 Técnico Universitario        | 2.°   | Jorge Célico       | 3.°          | [ 28 ] [ 29 ] |
| Liga de Quito           | 4    | Pablo Marini        | Emelec 2 : 0 Liga de Quito                   | 6.°   | Luis Zubeldía      | 11.°         | [ 30 ] [ 31 ] |
| Aucas                   | 9    | Héctor Bidoglio     | Guayaquil City 4 : 0 Aucas                   | 8.°   | César Farías       | 11.°         | [ 32 ] [ 33 ] |
| Técnico Universitario   | 15   | José Hernández      | Deportivo Cuenca 1 : 0 Técnico Universitario | 12.°  | Juan Urquiza       | 13.°         | [ 34 ] [ 35 ] |
| Cumbayá                 | 13   | Luis Espinel        | Aucas 1 : 0 Cumbayá                          | 12.°  | Carlos Calderón    | 14.°         | [ 36 ] [ 37 ] |
| Independiente del Valle | 4    | Renato Paiva        | 9 de Octubre 1 : 1 Independiente del Valle   | 15.°  | Martín Anselmi     | 1.° (Fase 2) | [ 38 ] [ 39 ] |
| Técnico Universitario   | 15   | Juan Urquiza        | Técnico Universitario 1 : 1 Emelec           | 15.°  | Iván Vázquez       | 1.° (Fase 2) | [ 40 ] [ 41 ] |

### Segunda etapa
| Equipo                | Pos. | Entrenador saliente   | Último partido                      | Fecha | Entrenador sucesor     | Fecha debut | Ref.          |
| --------------------- | ---- | --------------------- | ----------------------------------- | ----- | ---------------------- | ----------- | ------------- |
| Macará                | 14   | Paúl Vélez            | Macará 1 : 3 Universidad Católica   | 4.°   | Marcelo Fleitas        | 5.°         | [ 42 ] [ 43 ] |
| 9 de Octubre          | 10   | Juan Carlos León      | 9 de Octubre 0 : 0 Orense           | 4.°   | Silvano Estacio        | 5.°         | [ 44 ] [ 45 ] |
| Técnico Universitario | 16   | Iván Vázquez          | Técnico Universitario 3 : 3 Cumbayá | 5.°   | Juan Pablo Buch (int.) | 6.°         | [ 46 ]        |
| Orense                | 11   | Andrés García         | Mushuc Runa 1 : 1 Orense            | 6.°   | Juan Carlos León       | 7.°         | [ 47 ] [ 48 ] |
| Delfín                | 12   | Guillermo Sanguinetti | Cumbayá 2 : 1 Delfín                | 8.°   | Guillermo Duró         | 9.°         | [ 49 ] [ 50 ] |
| 9 de Octubre          | 15   | Silvano Estacio       | 9 de Octubre 0 : 3 Emelec           | 8.°   | David Dóniga Lara      | 9.°         | [ 51 ] [ 52 ] |
| Barcelona             | 6    | Jorge Célico          | Gualaceo 2 : 1 Barcelona            | 9.°   | Fabián Bustos          | 10.°        | [ 53 ] [ 54 ] |
| Cumbayá               | 13   | Carlos Calderón       | Emelec 1 : 0 Cumbayá                | 9.°   | Patricio Hurtado       | 10.°        | [ 55 ] [ 56 ] |

## Primera etapa

### Clasificación
| Pos. | Equipo                  | Pts. | PJ | G | E | P | GF | GC | Dif. |  |
| ---- | ----------------------- | ---- | -- | - | - | - | -- | -- | ---- |  |
| 1    | Barcelona               | 30   | 15 | 9 | 3 | 3 | 24 | 11 | +13  |  |
| 2    | Universidad Católica    | 29   | 15 | 9 | 2 | 4 | 31 | 17 | +14  |  |
| 3    | Liga de Quito           | 29   | 15 | 9 | 2 | 4 | 26 | 22 | +4   |  |
| 4    | Independiente del Valle | 27   | 15 | 8 | 3 | 4 | 16 | 12 | +4   |  |
| 5    | Aucas                   | 26   | 15 | 7 | 5 | 3 | 23 | 17 | +6   |  |
| 6    | Emelec                  | 23   | 15 | 6 | 5 | 4 | 23 | 15 | +8   |  |
| 7    | Delfín                  | 22   | 15 | 6 | 4 | 5 | 16 | 18 | −2   |  |
| 8    | Deportivo Cuenca        | 21   | 15 | 5 | 6 | 4 | 12 | 14 | −2   |  |
| 9    | Gualaceo                | 20   | 15 | 6 | 2 | 7 | 18 | 23 | −5   |  |
| 10   | Mushuc Runa             | 19   | 15 | 5 | 4 | 6 | 19 | 21 | −2   |  |
| 11   | Guayaquil City          | 18   | 15 | 4 | 6 | 5 | 22 | 20 | +2   |  |
| 12   | Orense                  | 18   | 15 | 4 | 6 | 5 | 14 | 13 | +1   |  |
| 13   | Macará                  | 13   | 15 | 3 | 4 | 8 | 12 | 19 | −7   |  |
| 14   | Cumbayá                 | 13   | 15 | 3 | 4 | 8 | 12 | 23 | −11  |  |
| 15   | Técnico Universitario   | 10   | 15 | 2 | 4 | 9 | 12 | 24 | −12  |  |
| 16   | 9 de Octubre            | 9    | 15 | 1 | 6 | 8 | 15 | 26 | −11  |  |

 Fuente: LigaPro
|  | Clasificado a la final de campeonato y a la Copa Libertadores 2023. |

### Evolución de la clasificación
| Equipo / Fecha          | 1  | 2  | 3  | 4  | 5  | 6  | 7  | 8  | 9  | 10 | 11 | 12 | 13 | 14 | 15 |
| ----------------------- | -- | -- | -- | -- | -- | -- | -- | -- | -- | -- | -- | -- | -- | -- | -- |
| Barcelona               | 5  | 2  | 1  | 1  | 1  | 1  | 1  | 1  | 1  | 1  | 1  | 1  | 1  | 1  | 1  |
| Universidad Católica    | 3  | 5  | 8  | 9  | 3  | 5  | 3  | 3  | 4  | 4  | 5  | 5  | 4  | 2  | 2  |
| Liga de Quito           | 7  | 11 | 5  | 2  | 2  | 4  | 2  | 2  | 2  | 2  | 3  | 3  | 3  | 4  | 3  |
| Independiente del Valle | 6  | 8  | 3  | 7  | 7  | 3  | 5  | 7  | 5  | 5  | 2  | 2  | 2  | 3  | 4  |
| Aucas                   | 8  | 3  | 7  | 8  | 11 | 11 | 7  | 9  | 6  | 8  | 7  | 6  | 6  | 5  | 5  |
| Emelec                  | 1  | 1  | 2  | 3  | 4  | 2  | 4  | 4  | 3  | 3  | 4  | 4  | 5  | 6  | 6  |
| Delfín                  | 14 | 16 | 13 | 12 | 9  | 9  | 6  | 5  | 7  | 9  | 8  | 7  | 9  | 7  | 7  |
| Deportivo Cuenca        | 15 | 10 | 4  | 4  | 10 | 10 | 8  | 6  | 8  | 10 | 9  | 8  | 8  | 8  | 8  |
| Gualaceo                | 13 | 14 | 16 | 15 | 15 | 16 | 15 | 13 | 10 | 6  | 6  | 9  | 7  | 9  | 9  |
| Mushuc Runa             | 11 | 15 | 11 | 6  | 5  | 6  | 9  | 11 | 13 | 13 | 12 | 12 | 12 | 11 | 10 |
| Guayaquil City          | 2  | 4  | 6  | 5  | 12 | 13 | 12 | 8  | 11 | 7  | 11 | 11 | 11 | 12 | 11 |
| Orense                  | 9  | 13 | 15 | 10 | 13 | 12 | 13 | 12 | 9  | 11 | 10 | 10 | 10 | 10 | 12 |
| Macará                  | 16 | 12 | 14 | 13 | 8  | 8  | 11 | 15 | 15 | 14 | 14 | 14 | 14 | 13 | 13 |
| Cumbayá                 | 12 | 9  | 9  | 11 | 6  | 7  | 10 | 10 | 12 | 12 | 13 | 13 | 13 | 14 | 14 |
| Técnico Universitario   | 4  | 7  | 12 | 16 | 16 | 14 | 14 | 14 | 14 | 15 | 15 | 15 | 15 | 15 | 15 |
| 9 de Octubre            | 10 | 6  | 10 | 14 | 14 | 15 | 16 | 16 | 16 | 16 | 16 | 16 | 16 | 16 | 16 |

| 1. 2. |

### Resultados
- Los horarios corresponden al huso horario de Ecuador: (UTC-5).

| Emelec                | 4 - 0 | Macará                  | George Capwell      | 18 de febrero | 19:00 | GolTV |
| Mushuc Runa           | 1 - 2 | Universidad Católica    | Mushuc Runa COAC    | 19 de febrero | 15:00 | GolTV |
| Liga de Quito         | 1 - 0 | Gualaceo                | Rodrigo Paz Delgado | 19 de febrero | 17:30 | GolTV |
| Delfín                | 0 - 1 | Barcelona               | Jocay               | 19 de febrero | 20:00 | GolTV |
| Orense                | 1 - 1 | Aucas                   | 9 de Mayo           | 20 de febrero | 14:00 | GolTV |
| Guayaquil City        | 3 - 0 | Deportivo Cuenca        | Christian Benítez   | 20 de febrero | 16:30 | GolTV |
| Cumbayá               | 0 - 1 | Independiente del Valle | Olímpico Atahualpa  | 20 de febrero | 19:00 | GolTV |
| Técnico Universitario | 2 - 1 | 9 de Octubre            | Bellavista          | 21 de febrero | 19:00 | GolTV |

| Deportivo Cuenca        | 2 - 0 | Liga de Quito         | Alejandro Serrano Aguilar  | 25 de febrero | 19:00 | GolTV |
| Aucas                   | 3 - 0 | Delfín                | Gonzalo Pozo Ripalda       | 26 de febrero | 15:00 | GolTV |
| Universidad Católica    | 1 - 1 | Guayaquil City        | Olímpico Atahualpa         | 26 de febrero | 17:30 | GolTV |
| Barcelona               | 1 - 0 | Técnico Universitario | Monumental Banco Pichincha | 26 de febrero | 20:00 | GolTV |
| Gualaceo                | 0 - 1 | Cumbayá               | Jorge Andrade Cantos       | 27 de febrero | 14:00 | GolTV |
| 9 de Octubre            | 2 - 0 | Mushuc Runa           | Modelo Alberto Spencer     | 27 de febrero | 16:30 | GolTV |
| Independiente del Valle | 0 - 1 | Emelec                | Banco Guayaquil            | 27 de febrero | 19:00 | GolTV |
| Macará                  | 1 - 0 | Orense                | Bellavista                 | 28 de febrero | 19:00 | GolTV |

| Emelec                  | 2 - 2 | Guayaquil City       | George Capwell            | 4 de marzo | 19:00 | GolTV |
| Técnico Universitario   | 1 - 3 | Mushuc Runa          | Bellavista                | 5 de marzo | 15:00 | GolTV |
| Liga de Quito           | 2 - 1 | Universidad Católica | Rodrigo Paz Delgado       | 5 de marzo | 17:30 | GolTV |
| 9 de Octubre            | 1 - 3 | Barcelona            | Modelo Alberto Spencer    | 5 de marzo | 20:00 | GolTV |
| Cumbayá                 | 1 - 1 | Orense               | Olímpico Atahualpa        | 6 de marzo | 14:00 | GolTV |
| Delfín                  | 1 - 0 | Macará               | Jocay                     | 6 de marzo | 16:30 | GolTV |
| Independiente del Valle | 1 - 0 | Aucas                | Banco Guayaquil           | 6 de marzo | 19:00 | GolTV |
| Deportivo Cuenca        | 2 - 1 | Gualaceo             | Alejandro Serrano Aguilar | 7 de marzo | 19:00 | GolTV |

| Aucas                 | 0 - 0 | Deportivo Cuenca        | Gonzalo Pozo Ripalda       | 11 de marzo | 19:00 | GolTV |
| Mushuc Runa           | 4 - 2 | Cumbayá                 | Mushuc Runa COAC           | 12 de marzo | 15:00 | GolTV |
| Técnico Universitario | 1 - 2 | Liga de Quito           | Bellavista                 | 12 de marzo | 17:30 | GolTV |
| Barcelona             | 2 - 0 | Independiente del Valle | Monumental Banco Pichincha | 12 de marzo | 20:00 | GolTV |
| Orense                | 2 - 1 | 9 de Octubre            | 9 de Mayo                  | 13 de marzo | 14:00 | GolTV |
| Universidad Católica  | 2 - 2 | Macará                  | Olímpico Atahualpa         | 13 de marzo | 16:30 | GolTV |
| Gualaceo              | 2 - 1 | Emelec                  | Jorge Andrade Cantos       | 13 de marzo | 19:00 | GolTV |
| Guayaquil City        | 1 - 1 | Delfín                  | Christian Benítez          | 14 de marzo | 19:00 | GolTV |

| Independiente del Valle | 1 - 1 | Orense                | Banco Guayaquil           | 18 de marzo | 19:00 | GolTV |
| Cumbayá                 | 2 - 0 | Técnico Universitario | Olímpico Atahualpa        | 19 de marzo | 15:00 | GolTV |
| Liga de Quito           | 4 - 4 | Aucas                 | Rodrigo Paz Delgado       | 19 de marzo | 17:30 | GolTV |
| Mushuc Runa             | 1 - 1 | Barcelona             | Bellavista                | 19 de marzo | 20:00 | GolTV |
| 9 de Octubre            | 1 - 1 | Gualaceo              | Modelo Alberto Spencer    | 20 de marzo | 14:00 | GolTV |
| Macará                  | 2 - 0 | Guayaquil City        | Bellavista                | 20 de marzo | 16:30 | GolTV |
| Emelec                  | 1 - 2 | Delfín                | George Capwell            | 21 de marzo | 12:00 | GolTV |
| Deportivo Cuenca        | 0 - 2 | Universidad Católica  | Alejandro Serrano Aguilar | 21 de marzo | 19:00 | GolTV |

| Universidad Católica | 1 - 2 | Barcelona               | Olímpico Atahualpa   | 1 de abril | 19:00 | GolTV |
| Emelec               | 2 - 0 | Liga de Quito           | George Capwell       | 1 de abril | 21:00 | GolTV |
| Gualaceo             | 1 - 3 | Independiente del Valle | Jorge Andrade Cantos | 2 de abril | 16:30 | GolTV |
| Aucas                | 1 - 1 | 9 de Octubre            | Gonzalo Pozo Ripalda | 2 de abril | 19:00 | GolTV |
| Orense               | 0 - 0 | Mushuc Runa             | 9 de Mayo            | 3 de abril | 14:00 | GolTV |
| Guayaquil City       | 0 - 1 | Técnico Universitario   | Christian Benítez    | 3 de abril | 16:30 | GolTV |
| Delfín               | 0 - 0 | Deportivo Cuenca        | Jocay                | 3 de abril | 19:00 | GolTV |
| Macará               | 0 - 0 | Cumbayá                 | Bellavista           | 4 de abril | 19:00 | GolTV |

| Técnico Universitario   | 1 - 1 | Gualaceo             | Bellavista                 | 8 de abril  | 19:00 | GolTV |
| Mushuc Runa             | 1 - 2 | Delfín               | Mushuc Runa COAC           | 9 de abril  | 14:30 | GolTV |
| 9 de Octubre            | 0 - 4 | Universidad Católica | Modelo Alberto Spencer     | 9 de abril  | 17:00 | GolTV |
| Cumbayá                 | 0 - 2 | Liga de Quito        | Olímpico Atahualpa         | 9 de abril  | 19:30 | GolTV |
| Independiente del Valle | 0 - 0 | Guayaquil City       | Banco Guayaquil            | 10 de abril | 13:00 | GolTV |
| Deportivo Cuenca        | 2 - 2 | Emelec               | Alejandro Serrano Aguilar  | 10 de abril | 15:30 | GolTV |
| Barcelona               | 2 - 0 | Orense               | Monumental Banco Pichincha | 10 de abril | 18:00 | GolTV |
| Aucas                   | 2 - 0 | Macará               | Gonzalo Pozo Ripalda       | 11 de abril | 19:00 | GolTV |

| Gualaceo             | 3 - 2 | Mushuc Runa             | Jorge Andrade Cantos | 15 de abril | 19:00 | GolTV |
| Orense               | 0 - 0 | Técnico Universitario   | 9 de Mayo            | 16 de abril | 12:30 | GolTV |
| Delfín               | 1 - 1 | Cumbayá                 | Jocay                | 16 de abril | 15:00 | GolTV |
| Guayaquil City       | 4 - 0 | Aucas                   | Christian Benítez    | 16 de abril | 17:30 | GolTV |
| Universidad Católica | 3 - 1 | Independiente del Valle | Olímpico Atahualpa   | 16 de abril | 20:00 | GolTV |
| Macará               | 0 - 1 | Deportivo Cuenca        | Bellavista           | 17 de abril | 13:00 | GolTV |
| Emelec               | 2 - 1 | 9 de Octubre            | George Capwell       | 17 de abril | 15:30 | GolTV |
| Liga de Quito        | 2 - 0 | Barcelona               | Rodrigo Paz Delgado  | 17 de abril | 18:00 | GolTV |

| Técnico Universitario   | 1 - 1 | Delfín               | Bellavista                 | 19 de abril | 19:00 | GolTV |
| Independiente del Valle | 2 - 0 | Deportivo Cuenca     | Banco Guayaquil            | 20 de abril | 12:30 | GolTV |
| Orense                  | 3 - 0 | Liga de Quito        | 9 de Mayo                  | 20 de abril | 15:00 | GolTV |
| Barcelona               | 0 - 1 | Gualaceo             | Monumental Banco Pichincha | 20 de abril | 20:00 | GolTV |
| Mushuc Runa             | 0 - 0 | Macará               | Mushuc Runa COAC           | 21 de abril | 13:00 | GolTV |
| Aucas                   | 3 - 2 | Universidad Católica | Gonzalo Pozo Ripalda       | 21 de abril | 15:30 | GolTV |
| Cumbayá                 | 1 - 1 | Emelec               | Olímpico Atahualpa         | 21 de abril | 18:00 | GolTV |
| 9 de Octubre            | 2 - 2 | Guayaquil City       | Jocay                      | 11 de mayo  | 17:00 | GolTV |

| Gualaceo             | 2 - 1 | Orense                  | Jorge Andrade Cantos      | 23 de abril | 14:00 | GolTV |
| Deportivo Cuenca     | 1 - 1 | 9 de Octubre            | Alejandro Serrano Aguilar | 23 de abril | 16:30 | GolTV |
| Delfín               | 0 - 1 | Independiente del Valle | Jocay                     | 23 de abril | 19:00 | GolTV |
| Universidad Católica | 4 - 1 | Técnico Universitario   | Olímpico Atahualpa        | 24 de abril | 12:00 | GolTV |
| Liga de Quito        | 3 - 2 | Mushuc Runa             | Rodrigo Paz Delgado       | 24 de abril | 14:30 | GolTV |
| Emelec               | 1 - 0 | Aucas                   | George Capwell            | 24 de abril | 17:00 | GolTV |
| Macará               | 0 - 1 | Barcelona               | Bellavista                | 24 de abril | 19:30 | GolTV |
| Guayaquil City       | 4 - 1 | Cumbayá                 | Christian Benítez         | 25 de abril | 19:00 | GolTV |

| Gualaceo                | 2 - 1 | Macará               | Jorge Andrade Cantos       | 29 de abril | 19:00 | GolTV |
| Mushuc Runa             | 2 - 0 | Guayaquil City       | Bellavista                 | 30 de abril | 15:00 | GolTV |
| 9 de Octubre            | 0 - 1 | Delfín               | Christian Benítez          | 30 de abril | 17:30 | GolTV |
| Técnico Universitario   | 0 - 1 | Aucas                | Bellavista                 | 30 de abril | 20:00 | GolTV |
| Orense                  | 1 - 0 | Universidad Católica | 9 de Mayo                  | 1 de mayo   | 14:00 | GolTV |
| Cumbayá                 | 0 - 1 | Deportivo Cuenca     | Olímpico Atahualpa         | 1 de mayo   | 16:30 | GolTV |
| Independiente del Valle | 1 - 0 | Liga de Quito        | Banco Guayaquil            | 1 de mayo   | 19:00 | GolTV |
| Barcelona               | 1 - 1 | Emelec               | Monumental Banco Pichincha | 11 de mayo  | 20:00 | GolTV |

| Deportivo Cuenca     | 1 - 0 | Técnico Universitario   | Alejandro Serrano Aguilar | 6 de mayo | 19:00 | GolTV |
| Delfín               | 2 - 1 | Orense                  | Jocay                     | 7 de mayo | 15:00 | GolTV |
| Aucas                | 1 - 0 | Cumbayá                 | Gonzalo Pozo Ripalda      | 7 de mayo | 17:30 | GolTV |
| Emelec               | 4 - 0 | Mushuc Runa             | George Capwell            | 7 de mayo | 20:00 | GolTV |
| Universidad Católica | 3 - 1 | Gualaceo                | Olímpico Atahualpa        | 8 de mayo | 14:00 | GolTV |
| Liga de Quito        | 2 - 0 | 9 de Octubre            | Rodrigo Paz Delgado       | 8 de mayo | 16:30 | GolTV |
| Guayaquil City       | 1 - 4 | Barcelona               | Christian Benítez         | 8 de mayo | 19:00 | GolTV |
| Macará               | 0 - 1 | Independiente del Valle | Bellavista                | 9 de mayo | 19:00 | GolTV |

| Universidad Católica  | 1 - 0 | Cumbayá                 | Olímpico Atahualpa         | 13 de mayo | 19:00 | GolTV |
| Mushuc Runa           | 1 - 1 | Aucas                   | Bellavista                 | 14 de mayo | 14:00 | GolTV |
| 9 de Octubre          | 1 - 1 | Macará                  | Los Chirijos               | 14 de mayo | 16:30 | GolTV |
| Liga de Quito         | 3 - 2 | Delfín                  | Rodrigo Paz Delgado        | 14 de mayo | 19:00 | GolTV |
| Técnico Universitario | 2 - 3 | Independiente del Valle | Bellavista                 | 15 de mayo | 13:00 | GolTV |
| Orense                | 2 - 0 | Emelec                  | 9 de Mayo                  | 15 de mayo | 15:30 | GolTV |
| Barcelona             | 1 - 1 | Deportivo Cuenca        | Monumental Banco Pichincha | 15 de mayo | 18:00 | GolTV |
| Gualaceo              | 2 - 1 | Guayaquil City          | Jorge Andrade Cantos       | 16 de mayo | 19:00 | GolTV |

| Cumbayá                 | 3 - 2                                                        | 9 de Octubre          | Olímpico Atahualpa        | 20 de mayo | 19:00 | GolTV |
| Delfín                  | 1 - 0                                                        | Gualaceo              | Jocay                     | 21 de mayo | 15:00 | GolTV |
| Emelec                  | 0 - 1                                                        | Universidad Católica  | George Capwell            | 21 de mayo | 17:30 | GolTV |
| Guayaquil City          | 2 - 2                                                        | Liga de Quito         | Christian Benítez         | 21 de mayo | 20:00 | GolTV |
| Macará                  | 3 - 1                                                        | Técnico Universitario | Bellavista                | 22 de mayo | 16:30 | GolTV |
| Independiente del Valle | 0 - 1                                                        | Mushuc Runa           | Banco Guayaquil           | 22 de mayo | 19:00 | GolTV |
| Aucas                   | 2 - 1 Archivado el 24 de octubre de 2022 en Wayback Machine. | Barcelona             | Gonzalo Pozo Ripalda      | 22 de mayo | 19:00 | GolTV |
| Deportivo Cuenca        | 1 - 1                                                        | Orense                | Alejandro Serrano Aguilar | 23 de mayo | 19:00 | GolTV |

| Gualaceo              | 1 - 4 | Aucas                   | Jorge Andrade Cantos       | 27 de mayo | 19:00 | GolTV |
| Mushuc Runa           | 1 - 0 | Deportivo Cuenca        | Bellavista                 | 28 de mayo | 13:00 | GolTV |
| Orense                | 0 - 1 | Guayaquil City          | 9 de Mayo                  | 28 de mayo | 15:30 | GolTV |
| Técnico Universitario | 1 - 1 | Emelec                  | Bellavista                 | 28 de mayo | 18:00 | GolTV |
| Liga de Quito         | 3 - 2 | Macará                  | Rodrigo Paz Delgado        | 29 de mayo | 18:00 | GolTV |
| Universidad Católica  | 4 - 2 | Delfín                  | Olímpico Atahualpa         | 29 de mayo | 18:00 | GolTV |
| 9 de Octubre          | 1 - 1 | Independiente del Valle | Los Chirijos               | 29 de mayo | 18:00 | GolTV |
| Barcelona             | 4 - 0 | Cumbayá                 | Monumental Banco Pichincha | 29 de mayo | 18:00 | GolTV |

## Segunda etapa

### Clasificación
| Pos. | Equipo                  | Pts. | PJ | G | E | P | GF | GC | Dif. |  |
| ---- | ----------------------- | ---- | -- | - | - | - | -- | -- | ---- |  |
| 1    | Aucas                   | 33   | 15 | 9 | 6 | 0 | 28 | 9  | +19  |  |
| 2    | Independiente del Valle | 29   | 15 | 9 | 2 | 4 | 20 | 16 | +4   |  |
| 3    | Universidad Católica    | 27   | 15 | 8 | 3 | 4 | 22 | 12 | +10  |  |
| 4    | Liga de Quito           | 26   | 15 | 7 | 5 | 3 | 23 | 17 | +6   |  |
| 5    | Emelec                  | 25   | 15 | 7 | 4 | 4 | 22 | 15 | +7   |  |
| 6    | Deportivo Cuenca        | 22   | 15 | 6 | 4 | 5 | 18 | 16 | +2   |  |
| 7    | Técnico Universitario   | 22   | 15 | 6 | 4 | 5 | 20 | 20 | 0    |  |
| 8    | Barcelona               | 21   | 15 | 5 | 6 | 4 | 24 | 19 | +5   |  |
| 9    | Delfín                  | 19   | 15 | 5 | 4 | 6 | 17 | 19 | −2   |  |
| 10   | Orense                  | 18   | 15 | 4 | 6 | 5 | 16 | 17 | −1   |  |
| 11   | Cumbayá                 | 18   | 15 | 4 | 6 | 5 | 15 | 16 | −1   |  |
| 12   | Guayaquil City          | 17   | 15 | 4 | 5 | 6 | 15 | 17 | −2   |  |
| 13   | Gualaceo                | 14   | 15 | 4 | 2 | 9 | 10 | 23 | −13  |  |
| 14   | Mushuc Runa             | 12   | 15 | 2 | 6 | 7 | 12 | 22 | −10  |  |
| 15   | Macará                  | 11   | 15 | 2 | 5 | 8 | 17 | 28 | −11  |  |
| 16   | 9 de Octubre            | 10   | 15 | 2 | 4 | 9 | 12 | 25 | −13  |  |

 Fuente: LigaPro
|  | Clasificado a la final de campeonato y a la Copa Libertadores 2023. |

### Evolución de la clasificación
| Equipo / Fecha          | 1  | 2  | 3  | 4  | 5  | 6  | 7  | 8  | 9  | 10 | 11 | 12 | 13 | 14 | 15 |
| ----------------------- | -- | -- | -- | -- | -- | -- | -- | -- | -- | -- | -- | -- | -- | -- | -- |
| Aucas                   | 3  | 2  | 1  | 1  | 1  | 1  | 2  | 1  | 1  | 1  | 1  | 1  | 1  | 1  | 1  |
| Independiente del Valle | 4  | 1  | 4  | 7  | 3  | 2  | 1  | 2  | 3  | 2  | 2  | 3  | 3  | 3  | 2  |
| Universidad Católica    | 5  | 12 | 3  | 2  | 4  | 6  | 7  | 6  | 7  | 7  | 6  | 2  | 2  | 2  | 3  |
| Liga de Quito           | 8  | 4  | 13 | 6  | 8  | 4  | 3  | 3  | 5  | 3  | 4  | 6  | 6  | 4  | 4  |
| Emelec                  | 1  | 6  | 6  | 4  | 2  | 5  | 6  | 4  | 2  | 4  | 5  | 4  | 4  | 5  | 5  |
| Deportivo Cuenca        | 6  | 3  | 5  | 12 | 7  | 3  | 5  | 7  | 4  | 6  | 7  | 7  | 7  | 8  | 6  |
| Técnico Universitario   | 16 | 16 | 15 | 16 | 16 | 15 | 9  | 8  | 8  | 8  | 8  | 8  | 8  | 6  | 7  |
| Barcelona               | 10 | 8  | 7  | 8  | 5  | 7  | 4  | 5  | 6  | 5  | 3  | 5  | 5  | 7  | 8  |
| Delfín                  | 7  | 5  | 2  | 5  | 10 | 10 | 10 | 12 | 14 | 15 | 12 | 12 | 10 | 12 | 9  |
| Orense                  | 15 | 14 | 11 | 11 | 12 | 11 | 13 | 14 | 12 | 9  | 11 | 10 | 11 | 9  | 10 |
| Cumbayá                 | 13 | 15 | 16 | 15 | 14 | 14 | 15 | 11 | 13 | 10 | 10 | 11 | 12 | 10 | 11 |
| Guayaquil City          | 12 | 9  | 9  | 3  | 6  | 8  | 8  | 10 | 10 | 13 | 9  | 9  | 9  | 11 | 12 |
| Gualaceo                | 11 | 11 | 12 | 13 | 9  | 9  | 11 | 13 | 9  | 11 | 13 | 14 | 15 | 13 | 13 |
| Mushuc Runa             | 9  | 7  | 8  | 9  | 13 | 12 | 12 | 9  | 11 | 12 | 15 | 13 | 13 | 14 | 14 |
| Macará                  | 14 | 13 | 14 | 14 | 15 | 16 | 16 | 16 | 15 | 16 | 16 | 16 | 14 | 15 | 15 |
| 9 de Octubre            | 2  | 10 | 10 | 10 | 11 | 13 | 14 | 15 | 16 | 14 | 14 | 15 | 16 | 16 | 16 |

| 1. |

### Resultados
- Los horarios corresponden al huso horario de Ecuador: (UTC-5).

| Universidad Católica    | 2 - 1 | Mushuc Runa           | Olímpico Atahualpa        | 8 de julio  | 19:00 | GolTV |
| Aucas                   | 2 - 0 | Orense                | Gonzalo Pozo Ripalda      | 9 de julio  | 15:00 | GolTV |
| 9 de Octubre            | 2 - 0 | Técnico Universitario | Los Chirijos              | 9 de julio  | 17:30 | GolTV |
| Gualaceo                | 0 - 1 | Liga de Quito         | Jorge Andrade Cantos      | 9 de julio  | 20:00 | GolTV |
| Independiente del Valle | 2 - 0 | Cumbayá               | Banco Guayaquil           | 10 de julio | 14:00 | GolTV |
| Macará                  | 1 - 3 | Emelec                | Bellavista                | 10 de julio | 16:30 | GolTV |
| Barcelona               | 0 - 1 | Delfín                | Christian Benítez         | 10 de julio | 19:00 | GolTV |
| Deportivo Cuenca        | 1 - 0 | Guayaquil City        | Alejandro Serrano Aguilar | 11 de julio | 19:00 | GolTV |

| Cumbayá               | 1 - 2 | Gualaceo                | Olímpico Atahualpa  | 15 de julio | 19:00 | GolTV |
| Orense                | 1 - 1 | Macará                  | 9 de Mayo           | 16 de julio | 15:00 | GolTV |
| Liga de Quito         | 1 - 1 | Deportivo Cuenca        | Rodrigo Paz Delgado | 16 de julio | 17:30 | GolTV |
| Técnico Universitario | 0 - 2 | Barcelona               | Bellavista          | 16 de julio | 20:00 | GolTV |
| Mushuc Runa           | 3 - 1 | 9 de Octubre            | Bellavista          | 17 de julio | 14:00 | GolTV |
| Guayaquil City        | 2 - 0 | Universidad Católica    | Christian Benítez   | 17 de julio | 16:30 | GolTV |
| Emelec                | 2 - 3 | Independiente del Valle | George Capwell      | 17 de julio | 19:00 | GolTV |
| Delfín                | 0 - 0 | Aucas                   | Jocay               | 18 de julio | 19:00 | GolTV |

| Gualaceo             | 0 - 0 | Deportivo Cuenca        | Jorge Andrade Cantos       | 22 de julio | 19:00 | GolTV |
| Orense               | 3 - 1 | Cumbayá                 | 9 de Mayo                  | 23 de julio | 15:00 | GolTV |
| Aucas                | 5 - 0 | Independiente del Valle | Gonzalo Pozo Ripalda       | 23 de julio | 17:30 | GolTV |
| Guayaquil City       | 0 - 0 | Emelec                  | Christian Benítez          | 23 de julio | 20:00 | GolTV |
| Mushuc Runa          | 0 - 0 | Técnico Universitario   | Bellavista                 | 24 de julio | 14:00 | GolTV |
| Universidad Católica | 4 - 0 | Liga de Quito           | Olímpico Atahualpa         | 24 de julio | 16:30 | GolTV |
| Barcelona            | 2 - 2 | 9 de Octubre            | Monumental Banco Pichincha | 24 de julio | 19:00 | GolTV |
| Macará               | 1 - 2 | Delfín                  | Bellavista                 | 25 de julio | 19:30 | GolTV |

| Deportivo Cuenca        | 1 - 2 | Aucas                 | Alejandro Serrano Aguilar | 29 de julio | 19:00 | GolTV |
| Delfín                  | 1 - 3 | Guayaquil City        | Jocay                     | 30 de julio | 15:00 | GolTV |
| Liga de Quito           | 2 - 0 | Técnico Universitario | Rodrigo Paz Delgado       | 30 de julio | 17:30 | GolTV |
| Independiente del Valle | 1 - 1 | Barcelona             | Banco Guayaquil           | 30 de julio | 20:00 | GolTV |
| Cumbayá                 | 1 - 1 | Mushuc Runa           | Olímpico Atahualpa        | 31 de julio | 14:00 | GolTV |
| Macará                  | 1 - 3 | Universidad Católica  | Bellavista                | 31 de julio | 16:30 | GolTV |
| Emelec                  | 2 - 1 | Gualaceo              | Reales Tamarindos         | 31 de julio | 19:00 | GolTV |
| 9 de Octubre            | 1 - 1 | Orense                | Los Chirijos              | 1 de agosto | 19:00 | GolTV |

| Técnico Universitario | 3 - 3 | Cumbayá                 | Bellavista           | 5 de agosto | 19:00 | GolTV |
| Orense                | 1 - 2 | Independiente del Valle | 9 de Mayo            | 6 de agosto | 15:00 | GolTV |
| Guayaquil City        | 0 - 0 | Macará                  | Christian Benítez    | 6 de agosto | 17:30 | GolTV |
| Delfín                | 0 - 3 | Emelec                  | Jocay                | 6 de agosto | 20:00 | GolTV |
| Aucas                 | 1 - 1 | Liga de Quito           | Gonzalo Pozo Ripalda | 7 de agosto | 14:00 | GolTV |
| Universidad Católica  | 0 - 2 | Deportivo Cuenca        | Olímpico Atahualpa   | 7 de agosto | 16:30 | GolTV |
| Barcelona             | 4 - 1 | Mushuc Runa             | Christian Benítez    | 7 de agosto | 19:00 | GolTV |
| Gualaceo              | 1 - 0 | 9 de Octubre            | Jorge Andrade Cantos | 8 de agosto | 19:00 | GolTV |

| Mushuc Runa             | 1 - 1 | Orense               | Bellavista                 | 12 de agosto | 19:00 | GolTV |
| Independiente del Valle | 2 - 0 | Gualaceo             | Banco Guayaquil            | 13 de agosto | 15:00 | GolTV |
| 9 de Octubre            | 1 - 2 | Aucas                | Los Chirijos               | 13 de agosto | 17:30 | GolTV |
| Barcelona               | 0 - 0 | Universidad Católica | Monumental Banco Pichincha | 13 de agosto | 20:00 | GolTV |
| Cumbayá                 | 1 - 0 | Macará               | Olímpico Atahualpa         | 14 de agosto | 13:00 | GolTV |
| Técnico Universitario   | 3 - 1 | Guayaquil City       | Bellavista                 | 14 de agosto | 15:30 | GolTV |
| Liga de Quito           | 2 - 0 | Emelec               | Rodrigo Paz Delgado        | 14 de agosto | 18:00 | GolTV |
| Deportivo Cuenca        | 3 - 2 | Delfín               | Alejandro Serrano Aguilar  | 15 de agosto | 19:00 | GolTV |

| Gualaceo             | 0 - 3 | Técnico Universitario   | Jorge Andrade Cantos | 19 de agosto     | 19:00 | GolTV |
| Orense               | 1 - 2 | Barcelona               | 9 de Mayo            | 20 de agosto     | 15:00 | GolTV |
| Liga de Quito        | 1 - 0 | Cumbayá                 | Rodrigo Paz Delgado  | 20 de agosto     | 17:30 | GolTV |
| Macará               | 1 - 1 | Aucas                   | Bellavista           | 20 de agosto     | 20:00 | GolTV |
| Guayaquil City       | 0 - 1 | Independiente del Valle | Christian Benítez    | 22 de agosto     | 19:00 | GolTV |
| Universidad Católica | 3 - 0 | 9 de Octubre            | Olímpico Atahualpa   | 24 de septiembre | 16:30 | GolTV |
| Delfín               | 0 - 0 | Mushuc Runa             | Jocay                | 25 de septiembre | 15:30 | GolTV |
| Emelec               | 3 - 1 | Deportivo Cuenca        | Reales Tamarindos    | 25 de septiembre | 18:00 | GolTV |

| Deportivo Cuenca        | 1 - 1 | Macará               | Alejandro Serrano Aguilar  | 26 de agosto | 19:00 | GolTV |
| Cumbayá                 | 2 - 1 | Delfín               | Olímpico Atahualpa         | 27 de agosto | 15:00 | GolTV |
| Aucas                   | 2 - 1 | Guayaquil City       | Gonzalo Pozo Ripalda       | 27 de agosto | 17:30 | GolTV |
| 9 de Octubre            | 0 - 3 | Emelec               | Los Chirijos               | 27 de agosto | 20:00 | GolTV |
| Mushuc Runa             | 2 - 0 | Gualaceo             | Bellavista                 | 28 de agosto | 14:00 | GolTV |
| Independiente del Valle | 1 - 2 | Universidad Católica | Banco Guayaquil            | 28 de agosto | 16:30 | GolTV |
| Barcelona               | 1 - 1 | Liga de Quito        | Monumental Banco Pichincha | 28 de agosto | 19:00 | GolTV |
| Técnico Universitario   | 2 - 0 | Orense               | Bellavista                 | 29 de agosto | 19:00 | GolTV |

| Emelec               | 1 - 0 | Cumbayá                 | George Capwell            | 2 de septiembre | 19:00 | GolTV |
| Deportivo Cuenca     | 2 - 1 | Independiente del Valle | Alejandro Serrano Aguilar | 3 de septiembre | 14:00 | GolTV |
| Guayaquil City       | 1 - 1 | 9 de Octubre            | Christian Benítez         | 3 de septiembre | 16:30 | GolTV |
| Gualaceo             | 2 - 1 | Barcelona               | Jorge Andrade Cantos      | 3 de septiembre | 19:00 | GolTV |
| Macará               | 3 - 0 | Mushuc Runa             | Bellavista                | 4 de septiembre | 14:00 | GolTV |
| Liga de Quito        | 1 - 2 | Orense                  | Rodrigo Paz Delgado       | 4 de septiembre | 16:30 | GolTV |
| Universidad Católica | 1 - 2 | Aucas                   | Olímpico Atahualpa        | 4 de septiembre | 19:00 | GolTV |
| Delfín               | 0 - 0 | Técnico Universitario   | Jocay                     | 5 de septiembre | 19:00 | GolTV |

| Mushuc Runa             | 1 - 2 | Liga de Quito        | Bellavista           | 9 de septiembre  | 19:00 | GolTV |
| Orense                  | 4 - 1 | Gualaceo             | 9 de Mayo            | 10 de septiembre | 14:00 | GolTV |
| Cumbayá                 | 3 - 0 | Guayaquil City       | Bellavista           | 10 de septiembre | 16:30 | GolTV |
| Barcelona               | 5 - 3 | Macará               | Christian Benítez    | 10 de septiembre | 19:00 | GolTV |
| Independiente del Valle | 2 - 0 | Delfín               | Banco Guayaquil      | 11 de septiembre | 14:00 | GolTV |
| Aucas                   | 1 - 1 | Emelec               | Gonzalo Pozo Ripalda | 11 de septiembre | 16:30 | GolTV |
| 9 de Octubre            | 1 - 0 | Deportivo Cuenca     | Los Chirijos         | 11 de septiembre | 19:00 | GolTV |
| Técnico Universitario   | 1 - 1 | Universidad Católica | Bellavista           | 12 de septiembre | 19:00 | GolTV |

| Deportivo Cuenca     | 1 - 1 | Cumbayá                 | Alejandro Serrano Aguilar | 16 de septiembre | 19:00 | GolTV |
| Macará               | 1 - 1 | Gualaceo                | Bellavista                | 17 de septiembre | 13:00 | GolTV |
| Delfín               | 3 - 1 | 9 de Octubre            | Jocay                     | 17 de septiembre | 15:30 | GolTV |
| Liga de Quito        | 2 - 2 | Independiente del Valle | Rodrigo Paz Delgado       | 17 de septiembre | 18:00 | GolTV |
| Universidad Católica | 2 - 0 | Orense                  | Olímpico Atahualpa        | 18 de septiembre | 13:00 | GolTV |
| Aucas                | 5 - 2 | Técnico Universitario   | Gonzalo Pozo Ripalda      | 18 de septiembre | 15:30 | GolTV |
| Emelec               | 1 - 3 | Barcelona               | George Capwell            | 19 de septiembre | 12:00 | GolTV |
| Guayaquil City       | 4 - 1 | Mushuc Runa             | Christian Benítez         | 19 de septiembre | 19:00 | GolTV |

| Independiente del Valle | 1 - 0 | Macará               | Banco Guayaquil      | 24 de septiembre | 19:00 | GolTV |
| Gualaceo                | 0 - 1 | Universidad Católica | Jorge Andrade Cantos | 30 de septiembre | 19:00 | GolTV |
| 9 de Octubre            | 2 - 2 | Liga de Quito        | Los Chirijos         | 1 de octubre     | 17:45 | GolTV |
| Mushuc Runa             | 0 - 0 | Emelec               | Bellavista           | 1 de octubre     | 20:00 | GolTV |
| Orense                  | 1 - 1 | Delfín               | 9 de Mayo            | 2 de octubre     | 13:00 | GolTV |
| Cumbayá                 | 0 - 0 | Aucas                | General Rumiñahui    | 2 de octubre     | 15:30 | GolTV |
| Barcelona               | 1 - 1 | Guayaquil City       | Los Chirijos         | 2 de octubre     | 18:00 | GolTV |
| Técnico Universitario   | 1 - 0 | Deportivo Cuenca     | Bellavista           | 3 de octubre     | 19:00 | GolTV |

| Delfín                  | 3 - 0 | Liga de Quito         | Jocay                     | 7 de octubre  | 19:00 | GolTV |
| Cumbayá                 | 0 - 0 | Universidad Católica  | General Rumiñahui         | 8 de octubre  | 13:00 | GolTV |
| Macará                  | 3 - 1 | 9 de Octubre          | Bellavista                | 8 de octubre  | 15:30 | GolTV |
| Deportivo Cuenca        | 2 - 1 | Barcelona             | Alejandro Serrano Aguilar | 8 de octubre  | 18:00 | GolTV |
| Guayaquil City          | 1 - 0 | Gualaceo              | Christian Benítez         | 9 de octubre  | 13:00 | GolTV |
| Aucas                   | 0 - 0 | Mushuc Runa           | Gonzalo Pozo Ripalda      | 9 de octubre  | 15:30 | GolTV |
| Emelec                  | 0 - 0 | Orense                | 7 de Octubre              | 9 de octubre  | 18:00 | GolTV |
| Independiente del Valle | 0 - 1 | Técnico Universitario | Banco Guayaquil           | 10 de octubre | 19:00 | GolTV |

| Orense                | 1 - 0                                                        | Deportivo Cuenca        | 9 de Mayo            | 15 de octubre | 18:00 | GolTV |
| Gualaceo              | 2 - 1                                                        | Delfín                  | Jorge Andrade Cantos | 15 de octubre | 18:00 | GolTV |
| Liga de Quito         | 2 - 0                                                        | Guayaquil City          | Rodrigo Paz Delgado  | 15 de octubre | 18:00 | GolTV |
| Mushuc Runa           | 0 - 1                                                        | Independiente del Valle | Bellavista           | 16 de octubre | 18:00 | GolTV |
| Universidad Católica  | 2 - 0                                                        | Emelec                  | Olímpico Atahualpa   | 16 de octubre | 18:00 | GolTV |
| Barcelona             | 0 - 2 Archivado el 17 de octubre de 2022 en Wayback Machine. | Aucas                   | Los Chirijos         | 16 de octubre | 18:00 | GolTV |
| Técnico Universitario | 3 - 1                                                        | Macará                  | Bellavista           | 17 de octubre | 19:00 | GolTV |
| 9 de Octubre          | 0 - 1                                                        | Cumbayá                 | Los Chirijos         | 17 de octubre | 19:00 | GolTV |

| Deportivo Cuenca        | 3 - 1 | Mushuc Runa           | Alejandro Serrano Aguilar | 21 de octubre | 19:00 | GolTV |
| Macará                  | 0 - 5 | Liga de Quito         | Bellavista                | 22 de octubre | 13:00 | GolTV |
| Emelec                  | 3 - 1 | Técnico Universitario | George Capwell            | 22 de octubre | 15:30 | GolTV |
| Cumbayá                 | 1 - 1 | Barcelona             | Olímpico Atahualpa        | 22 de octubre | 18:00 | GolTV |
| Independiente del Valle | 1 - 0 | 9 de Octubre          | Banco Guayaquil           | 23 de octubre | 15:30 | GolTV |
| Delfín                  | 2 - 1 | Universidad Católica  | Jocay                     | 23 de octubre | 18:00 | GolTV |
| Guayaquil City          | 1 - 1 | Orense                | Christian Benítez         | 23 de octubre | 18:00 | GolTV |
| Aucas                   | 3 - 0 | Gualaceo              | Gonzalo Pozo Ripalda      | 23 de octubre | 18:00 | GolTV |

## Tabla acumulada

### Clasificación
| Pos. | Equipo                  | Pts. | PJ | G  | E  | P  | GF | GC | Dif. |  |
| ---- | ----------------------- | ---- | -- | -- | -- | -- | -- | -- | ---- |  |
| 1    | Aucas (C)               | 59   | 30 | 16 | 11 | 3  | 51 | 26 | +25  |  |
| 2    | Universidad Católica    | 56   | 30 | 17 | 5  | 8  | 53 | 29 | +24  |  |
| 3    | Independiente del Valle | 56   | 30 | 17 | 5  | 8  | 36 | 28 | +8   |  |
| 4    | Liga de Quito           | 55   | 30 | 16 | 7  | 7  | 49 | 39 | +10  |  |
| 5    | Barcelona               | 51   | 30 | 14 | 9  | 7  | 48 | 30 | +18  |  |
| 6    | Emelec                  | 48   | 30 | 13 | 9  | 8  | 45 | 30 | +15  |  |
| 7    | Deportivo Cuenca        | 43   | 30 | 11 | 10 | 9  | 30 | 30 | 0    |  |
| 8    | Delfín                  | 41   | 30 | 11 | 8  | 11 | 33 | 37 | −4   |  |
| 9    | Orense                  | 36   | 30 | 8  | 12 | 10 | 30 | 30 | 0    |  |
| 10   | Guayaquil City          | 35   | 30 | 8  | 11 | 11 | 37 | 37 | 0    |  |
| 11   | Gualaceo                | 34   | 30 | 10 | 4  | 16 | 28 | 46 | −18  |  |
| 12   | Técnico Universitario   | 32   | 30 | 8  | 8  | 14 | 32 | 44 | −12  |  |
| 13   | Mushuc Runa             | 31   | 30 | 7  | 10 | 13 | 31 | 43 | −12  |  |
| 14   | Cumbayá                 | 31   | 30 | 7  | 10 | 13 | 27 | 39 | −12  |  |
| 15   | Macará (D)              | 24   | 30 | 5  | 9  | 16 | 29 | 47 | −18  |  |
| 16   | 9 de Octubre (D)        | 19   | 30 | 3  | 10 | 17 | 27 | 51 | −24  |  |

 Fuente: LigaPro
Criterios de clasificación: 1) Puntos; 2) Diferencia de gol; 3) Goles anotados; 4) Goles de visitante; 5) Resultados en partidos directos; 6) Sorteo.
Notas:
1. ↑  Campeón de la Copa Sudamericana 2022.

|  | Clasificados a la fase de grupos de Copa Libertadores 2023.             |
|  | Clasificado a la segunda fase clasificatoria de Copa Libertadores 2023. |
|  | Clasificados a la primera fase de Copa Sudamericana 2023.               |
|  | Descendieron a la Serie B 2023.                                         |

### Evolución de la clasificación
| Equipo                  | 01 | 02 | 03 | 04 | 05 | 06 | 07 | 08 | 09 | 10 | 11 | 12 | 13 | 14 | 15 | 16 | 17 | 18 | 19 | 20 | 21 | 22 | 23 | 24 | 25 | 26 | 27 | 28 | 29 | 30 |
| ----------------------- | -- | -- | -- | -- | -- | -- | -- | -- | -- | -- | -- | -- | -- | -- | -- | -- | -- | -- | -- | -- | -- | -- | -- | -- | -- | -- | -- | -- | -- | -- |
| Aucas                   | 8  | 3  | 7  | 8  | 11 | 11 | 7  | 9  | 6  | 8  | 7  | 6  | 6  | 5  | 5  | 5  | 5  | 3  | 2  | 3  | 1  | 4  | 1  | 1  | 1  | 1  | 2  | 2  | 2  | 1  |
| Universidad Católica    | 3  | 5  | 8  | 9  | 3  | 5  | 3  | 3  | 4  | 4  | 5  | 5  | 4  | 2  | 2  | 1  | 4  | 1  | 1  | 1  | 4  | 5  | 5  | 5  | 5  | 5  | 1  | 1  | 1  | 2  |
| Independiente del Valle | 6  | 8  | 3  | 7  | 7  | 3  | 5  | 7  | 5  | 5  | 2  | 2  | 2  | 3  | 4  | 4  | 2  | 4  | 5  | 5  | 3  | 2  | 4  | 4  | 4  | 4  | 4  | 4  | 3  | 3  |
| Liga de Quito           | 7  | 11 | 5  | 2  | 2  | 4  | 2  | 2  | 2  | 2  | 3  | 3  | 3  | 4  | 3  | 2  | 3  | 5  | 3  | 4  | 2  | 1  | 2  | 2  | 2  | 3  | 5  | 5  | 4  | 4  |
| Barcelona               | 5  | 2  | 1  | 1  | 1  | 1  | 1  | 1  | 1  | 1  | 1  | 1  | 1  | 1  | 1  | 3  | 1  | 2  | 4  | 2  | 5  | 3  | 3  | 3  | 3  | 2  | 3  | 3  | 5  | 5  |
| Emelec                  | 1  | 1  | 2  | 3  | 4  | 2  | 4  | 4  | 3  | 3  | 4  | 4  | 5  | 6  | 6  | 6  | 6  | 7  | 6  | 6  | 6  | 6  | 6  | 6  | 6  | 6  | 6  | 6  | 6  | 6  |
| Deportivo Cuenca        | 15 | 10 | 4  | 4  | 10 | 10 | 8  | 6  | 8  | 10 | 9  | 8  | 8  | 8  | 8  | 8  | 8  | 8  | 8  | 7  | 7  | 7  | 7  | 7  | 7  | 7  | 7  | 7  | 7  | 7  |
| Delfín                  | 14 | 16 | 13 | 12 | 9  | 9  | 6  | 5  | 7  | 9  | 8  | 7  | 9  | 7  | 7  | 7  | 7  | 6  | 7  | 8  | 8  | 8  | 8  | 8  | 9  | 8  | 8  | 8  | 8  | 8  |
| Orense                  | 9  | 13 | 15 | 10 | 13 | 12 | 13 | 12 | 9  | 11 | 10 | 10 | 10 | 10 | 12 | 12 | 12 | 12 | 12 | 12 | 12 | 12 | 12 | 12 | 8  | 11 | 10 | 10 | 9  | 9  |
| Guayaquil City          | 2  | 4  | 6  | 5  | 12 | 13 | 12 | 8  | 11 | 7  | 11 | 11 | 11 | 12 | 11 | 11 | 11 | 11 | 9  | 10 | 10 | 10 | 11 | 11 | 12 | 10 | 9  | 9  | 10 | 10 |
| Gualaceo                | 13 | 14 | 16 | 15 | 15 | 16 | 15 | 13 | 10 | 6  | 6  | 9  | 7  | 9  | 9  | 9  | 9  | 9  | 11 | 9  | 9  | 9  | 10 | 9  | 10 | 9  | 11 | 12 | 11 | 11 |
| Técnico Universitario   | 4  | 7  | 12 | 16 | 16 | 14 | 14 | 14 | 14 | 15 | 15 | 15 | 15 | 15 | 15 | 16 | 16 | 16 | 16 | 16 | 15 | 13 | 13 | 13 | 14 | 14 | 13 | 13 | 12 | 12 |
| Mushuc Runa             | 11 | 15 | 10 | 6  | 5  | 6  | 9  | 11 | 13 | 13 | 12 | 12 | 12 | 11 | 10 | 10 | 10 | 10 | 10 | 11 | 11 | 11 | 9  | 10 | 11 | 12 | 12 | 11 | 13 | 13 |
| Cumbayá                 | 12 | 9  | 9  | 11 | 6  | 7  | 10 | 10 | 12 | 12 | 13 | 13 | 13 | 14 | 14 | 14 | 14 | 15 | 15 | 14 | 13 | 14 | 14 | 14 | 13 | 13 | 14 | 14 | 14 | 14 |
| Macará                  | 16 | 12 | 14 | 13 | 8  | 8  | 11 | 15 | 15 | 14 | 14 | 14 | 14 | 13 | 13 | 13 | 13 | 13 | 14 | 13 | 14 | 15 | 15 | 15 | 15 | 15 | 15 | 15 | 15 | 15 |
| 9 de Octubre            | 10 | 6  | 11 | 14 | 14 | 15 | 16 | 16 | 16 | 16 | 16 | 16 | 16 | 16 | 16 | 15 | 15 | 14 | 13 | 15 | 16 | 16 | 16 | 16 | 16 | 16 | 16 | 16 | 16 | 16 |

| 1. 2. 3. |

### Tabla de resultados cruzados
| Local \ Visitante       | 9OC | AUC | BSC | CUM | DEL | CUE | EME | IDV | GUA | GCY | LDU | MAC | MSR | ORE | TEC | UCT |
| ----------------------- | --- | --- | --- | --- | --- | --- | --- | --- | --- | --- | --- | --- | --- | --- | --- | --- |
| 9 de Octubre            | —   | 1–2 | 1–3 | 0–1 | 0–1 | 1–0 | 0–3 | 1–1 | 1–1 | 2–2 | 2–2 | 1–1 | 2–0 | 0–0 | 2–0 | 0–4 |
| Aucas                   | 1–1 | —   | 2–1 | 1–0 | 3–0 | 0–0 | 1–1 | 5–0 | 3–0 | 2–1 | 1–1 | 2–0 | 0–0 | 2–0 | 5–2 | 3–2 |
| Barcelona               | 2–2 | 0–2 | —   | 4–0 | 0–1 | 1–1 | 1–1 | 2–0 | 0–1 | 1–1 | 1–1 | 5–3 | 4–1 | 2–0 | 1–0 | 0–0 |
| Cumbayá                 | 3–2 | 0–0 | 1–1 | —   | 2–1 | 0–1 | 1–1 | 0–1 | 1–2 | 3–0 | 0–2 | 1–0 | 1–1 | 1–1 | 2–0 | 0–0 |
| Delfín                  | 3–1 | 0–0 | 0–1 | 1–1 | —   | 0–0 | 0–3 | 0–1 | 1–0 | 1–3 | 3–0 | 1–0 | 0–0 | 2–1 | 0–0 | 2–1 |
| Deportivo Cuenca        | 1–1 | 1–2 | 2–1 | 1–1 | 3–2 | —   | 2–2 | 2–1 | 2–1 | 1–0 | 2–0 | 1–1 | 3–1 | 1–1 | 1–0 | 0–2 |
| Emelec                  | 2–1 | 1–0 | 1–3 | 1–0 | 1–2 | 3–1 | —   | 2–3 | 2–1 | 2–2 | 2–0 | 4–0 | 4–0 | 0–0 | 3–1 | 0–1 |
| Independiente del Valle | 1–0 | 1–0 | 1–1 | 2–0 | 2–0 | 2–0 | 0–1 | —   | 2–0 | 0–0 | 1–0 | 1–0 | 0–1 | 1–1 | 0–1 | 1–2 |
| Gualaceo                | 1–0 | 1–4 | 2–1 | 0–1 | 2–1 | 0–0 | 2–1 | 1–3 | —   | 2–1 | 0–1 | 2–1 | 3–2 | 2–1 | 0–3 | 0–1 |
| Guayaquil City          | 1–1 | 4–0 | 1–4 | 4–1 | 1–1 | 3–0 | 0–0 | 0–1 | 1–0 | —   | 2–2 | 0–0 | 4–1 | 1–1 | 0–1 | 2–0 |
| Liga de Quito           | 2–0 | 4–4 | 2–0 | 1–0 | 3–2 | 1–1 | 2–0 | 2–2 | 1–0 | 2–0 | —   | 3–2 | 3–2 | 1–2 | 2–0 | 2–1 |
| Macará                  | 3–1 | 1–1 | 0–1 | 0–0 | 1–2 | 0–1 | 1–3 | 0–1 | 1–1 | 2–0 | 0–5 | —   | 3–0 | 1–0 | 3–1 | 1–3 |
| Mushuc Runa             | 3–1 | 1–1 | 1–1 | 4–2 | 1–2 | 1–0 | 0–0 | 0–1 | 2–0 | 2–0 | 1–2 | 0–0 | —   | 1–1 | 0–0 | 1–2 |
| Orense                  | 2–1 | 1–1 | 1–2 | 3–1 | 1–1 | 1–0 | 2–0 | 1–2 | 4–1 | 0–1 | 3–0 | 1–1 | 0–0 | —   | 0–0 | 1–0 |
| Técnico Universitario   | 2–1 | 0–1 | 0–2 | 3–3 | 1–1 | 1–0 | 1–1 | 2–3 | 1–1 | 3–1 | 1–2 | 3–1 | 1–3 | 2–0 | —   | 1–1 |
| Universidad Católica    | 3–0 | 1–2 | 1–2 | 1–0 | 4–2 | 0–2 | 2–0 | 3–1 | 3–1 | 1–1 | 4–0 | 2–2 | 2–1 | 2–0 | 4–1 | —   |

## Tercera etapa

### Final
| Equipo                   | Método de clasificación     |
| ------------------------ | --------------------------- |
| Barcelona Sporting Club  | Ganador de la Primera etapa |
| Sociedad Deportiva Aucas | Ganador de la Segunda etapa |

- Los horarios corresponden a la hora de Ecuador (UTC-5).[71]

#### Ida
| 6 de noviembre, 16:00 | Barcelona | 0:1 (0:0)                         | Aucas    | Estadio Monumental, Guayaquil                                                |                                                                              |
|                       |           | LigaPro Reporte Soccerway Reporte | Vega 65' | Asistencia: 35 079 espectadores Árbitro(s): Augusto Aragón VAR: Bryan Loayza | Asistencia: 35 079 espectadores Árbitro(s): Augusto Aragón VAR: Bryan Loayza |

#### Vuelta
| 13 de noviembre, 18:00 | Aucas | 0:0 (Global 1:0)                  | Barcelona | Estadio Gonzalo Pozo Ripalda, Quito                                           |                                                                               |
|                        |       | LigaPro Reporte Soccerway Reporte |           | Asistencia: 13 963 espectadores Árbitro(s): Luis Quiroz VAR: Jefferson Macías | Asistencia: 13 963 espectadores Árbitro(s): Luis Quiroz VAR: Jefferson Macías |

- Aucas ganó 1-0 en el marcador global.

|                           |
|                           |
| Campeón Aucas 1.er título |

## Clasificación a torneos Conmebol

### Copa Libertadores 2023
| Equipo                  | Clasificado como | Método de clasificación                 |
| ----------------------- | ---------------- | --------------------------------------- |
| Independiente del Valle | Ecuador 1        | Campeón de la Copa Sudamericana 2022    |
| Aucas                   | Ecuador 2        | Campeón de la LigaPro Betcris 2022      |
| Barcelona               | Ecuador 3        | Subcampeón de la LigaPro Betcris 2022   |
| Universidad Católica    | Ecuador 4        | 1.° mejor ubicado de la Tabla acumulada |
| El Nacional             | Ecuador 5        | 3.° puesto de la Copa Ecuador 2022      |
|                         |                  |                                         |

### Copa Sudamericana 2023
| Equipo           | Clasificado como | Método de clasificación                 |
| ---------------- | ---------------- | --------------------------------------- |
| Liga de Quito    | Ecuador 1        | 2.° mejor ubicado de la Tabla acumulada |
| Emelec           | Ecuador 2        | 3.° mejor ubicado de la Tabla acumulada |
| Deportivo Cuenca | Ecuador 3        | 4.° mejor ubicado de la Tabla acumulada |
| Delfín           | Ecuador 4        | 5.° mejor ubicado de la Tabla acumulada |
|                  |                  |                                         |

## Goleadores
- Actualizado el 6 de noviembre de 2022.

| Pos. | Jugador                | Equipo               | Goles | Partidos | Promedio | Penalti |
| ---- | ---------------------- | -------------------- | ----- | -------- | -------- | ------- |
| 1    | Francisco Fydriszewski | Aucas                | 15    | 26       | 0.58     | 5       |
| 2    | Ismael Díaz de León    | Universidad Católica | 13    | 26       | 0.5      | 0       |
| 3    | Tomás Molina           | Liga de Quito        | 13    | 27       | 0.48     | 0       |
| 4    | Gabriel Cortez         | 9 de Octubre         | 12    | 21       | 0.57     | 6       |
| 5    | Santiago Giordana      | Mushuc Runa          | 11    | 27       | 0.41     | 2       |
| 6    | Jhon Jairo Cifuente    | Barcelona            | 11    | 30       | 0.37     | 2       |
| 7    | Joaquín Vergés         | 9 de Octubre         | 10    | 26       | 0.38     | 1       |
| 8    | Alexander Alvarado     | Liga de Quito        | 10    | 27       | 0.37     | 2       |
| 9    | Leonardo Villagra      | Orense               | 10    | 30       | 0.33     | 3       |
| 10   | Sebastián Rodríguez    | Emelec               | 9     | 26       | 0.35     | 7       |

### Tripletes, pokers o más
- Actualizado el 10 de septiembre de 2022.

| Fecha     | Jugador                | Goles             | Local                | Resultado | Visitante               |
| --------- | ---------------------- | ----------------- | -------------------- | --------- | ----------------------- |
| 16/4/2022 | Lisandro Alzugaray     | 45+3' · 54' · 71' | Universidad Católica | 3 - 1     | Independiente del Valle |
| 8/5/2022  | Gonzalo Mastriani      | 30' · 49' · 62'   | Guayaquil City       | 1 - 4     | Barcelona               |
| 27/5/2022 | Francisco Fydriszewski | 12' · 25' · 60'   | Gualaceo             | 1 - 4     | Aucas                   |
| 23/7/2022 | Leonardo Villagra      | 58' · 70' · 78'   | Orense               | 3 - 1     | Cumbayá                 |
| 10/9/2022 | Luis Mina              | 29' · 34' · 89'   | Barcelona            | 5 - 3     | Macará                  |

### Autogoles
- Actualizado el 22 de octubre de 2022.

| Fecha      | Jugador          | Goles | Local                   | Resultado | Visitante      |
| ---------- | ---------------- | ----- | ----------------------- | --------- | -------------- |
| 18/2/2022  | Andrés Duarte    | 8'    | Emelec                  | 4 - 0     | Macará         |
| 10/4/2022  | Agustín García   | 50'   | Deportivo Cuenca        | 2 - 2     | Emelec         |
| 15/4/2022  | Jhon Ontaneda    | 90+3' | Gualaceo                | 3 - 2     | Mushuc Runa    |
| 24/4/2022  | Luis Caicedo     | 69'   | Liga de Quito           | 3 - 2     | Mushuc Runa    |
| 1/5/2022   | Gonzalo Falcón   | 5'    | Independiente del Valle | 1 - 0     | Liga de Quito  |
| 20/5/2022  | Darwin Suárez    | 48'   | Cumbayá                 | 3 - 2     | 9 de Octubre   |
| 29/5/2022  | Manuel Hernández | 26'   | Liga de Quito           | 3 - 2     | Macará         |
| 29/5/2022  | Álvaro Cazula    | 63'   | Liga de Quito           | 3 - 2     | Macará         |
| 24/7/2022  | Juan Anangonó    | 31'   | Universidad Católica    | 4 - 0     | Liga de Quito  |
| 4/9/2022   | Anderson Ordóñez | 36'   | Universidad Católica    | 1 - 2     | Aucas          |
| 10/9/2022  | Fernando Mora    | 55'   | Barcelona               | 5 - 3     | Macará         |
| 8/10/2022  | Darwin Torres    | 64'   | Macará                  | 3 - 1     | 9 de Octubre   |
| 15/10/2022 | Jean Humanante   | 71'   | Liga de Quito           | 2 - 0     | Guayaquil City |
| 22/10/2022 | Jeison Mina      | 67'   | Cumbayá                 | 1 - 1     | Barcelona      |

## Máximos asistentes
- Actualizado el 6 de noviembre de 2022.

| Pos. | Jugador             | Equipo                | Asistencias | Partidos |
| ---- | ------------------- | --------------------- | ----------- | -------- |
| 1    | Ismael Díaz de León | Universidad Católica  | 7           | 26       |
| 2    | Alexander Alvarado  | Liga de Quito         | 7           | 27       |
| 3    | Lisandro Alzugaray  | Universidad Católica  | 6           | 14       |
| 4    | Jordan Rezabala     | Guayaquil City        | 6           | 25       |
| 5    | Richard Calderón    | Orense                | 6           | 25       |
| 6    | Luis Estupiñán      | Técnico Universitario | 6           | 27       |
| 7    | José Quintero       | Liga de Quito         | 5           | 23       |
| 8    | Willian Cevallos    | Universidad Católica  | 5           | 26       |
| 9    | Klebinho            | Guayaquil City        | 5           | 26       |
| 10   | Renato César        | Guayaquil City        | 5           | 29       |

## Estadísticas

### Galardones
La Liga Profesional de Fútbol entregó unos premios mensuales y al finalizar cada fase a los mejores jugadores, a través de uno de sus patrocinadores, Marathon Sports.
| Mes    | Jugador del mes        | Equipo                     | Ref.   |
| ------ | ---------------------- | -------------------------- | ------ |
| Mar.   | Gabriel Cortez         | Barcelona Sporting Club    | [ 72 ] |
| Abr.   | Klebinho               | Guayaquil City Fútbol Club | [ 73 ] |
| May.   | Gonzalo Mastriani      | Barcelona Sporting Club    | [ 74 ] |
| Fase 1 | Joaquín Vergés         | Gualaceo Sporting Club     | [ 75 ] |
| Jul.   | Gonzalo Valle          | Guayaquil City Fútbol Club | [ 76 ] |
| Ago.   | Jonathan Perlaza       | Barcelona Sporting Club    | [ 77 ] |
| Sep.   | Damián Díaz            | Barcelona Sporting Club    | [ 78 ] |
| Oct.   | Francisco Fydriszewski | Sociedad Deportiva Aucas   | [ 79 ] |

### Equipo Ideal
Al final de la temporada se anunció al conjunto de jugadores más destacados.
| Pos.           | Jugador                | Equipo                  |
| -------------- | ---------------------- | ----------------------- |
| Guardameta     | Javier Burrai          | Barcelona               |
| Defensa        | Klebinho               | Guayaquil City          |
| Defensa        | Richard Schunke        | Independiente del Valle |
| Defensa        | Ricardo Adé            | Aucas                   |
| Defensa        | Carlos Cuero           | Aucas                   |
| Centrocampista | Júnior Sornoza         | Independiente del Valle |
| Centrocampista | Lorenzo Faravelli      | Independiente del Valle |
| Centrocampista | Jhonny Quiñónez        | Aucas                   |
| Centrocampista | Víctor Figueroa        | Aucas                   |
| Delantero      | Francisco Fydriszewski | Aucas                   |
| Delantero      | Ismael Díaz            | Universidad Católica    |